# نقد دموکراسی
نقد دموکراسی به مجموعه انتقادها علیه دموکراسی گفته می‌شود که بخش کلیدی دموکراسی و کارکردهای آن بوده‌است. از دوران اروپای باستان و در دوران مدرن، دموکراسی با «حکومت مردم»، «حکومت اکثریت» و انتخاب یا انتخاب آزاد به ترتیب از طریق مشارکت مستقیم یا نمایندگی انتخابی همراه بوده‌است.
متفکران سیاسی از منظرهای مختلفی به نقد نظام‌های سیاسی دموکراتیک پرداخته‌اند. برخی از منتقدان دموکراسی با نقل قول معروف وینستون چرچیل موافق هستند که می‌گوید «هیچ‌کس تظاهر نمی‌کند که دموکراسی کامل یا عاقلانه است. دموکراسی بدترین شیوهٔ حکومت است، البته به جز بقیهٔ شیوه‌ها که هر از گاهی امتحان شده‌اند.»
منتقدان دموکراسی معقتد هستند که در دموکراسی ناهماهنگی‌ها، پارادوکس‌ها و محدودیت‌ها وجود دارد و اکثر آنها دموکراسی‌های مدرن را چندسالاری دموکراتیک و آریستوکراسی دموکراتیک توصیف کرده‌اند؛ آنها حرکت‌های فاشیستی را در دموکراسی‌های مدرن شناسایی کرده‌اند و جوامعی که توسط دموکراسی‌های مدرن تولید می‌شوند، نئو-فئودالیسمی نامیده‌اند. در حالی که دیگران دموکراسی را در مقابل فاشیسم، آنارکو-کاپیتالیسم، حاکمیت دینی و پادشاهی مطلقه قرار داده‌اند. شناخته شده‌ترین منتقدان دموکراسی شامل افلاطون و نویسندگان مقاله‌های فدرالیست هستند که به جای دموکراسی مستقیم علاقه‌مند به ایجاد یک دموکراسی نیابتی در اوایل تشکیل کشور آمریکا بودند. نویسندگان مقالات فدرالیستی معتقد بودند که قانون اساسی آمریکا مبتنی بر نوع خاصی از دموکراسی است که جمهوری آمریکایی یا لیبرال دموکراسی نیز نامیده می‌شود.
متفکران برجسته معاصر در نظریه انتقادی دموکراتیک عبارتند از: یورگن هابرماس، رابرت دال، رابرت ای. گودین، یوزف شومپیتر، جیسون برنان و هانس هرمان هپه. از دیگر شخصیت‌های تاریخی مرتبط با نقد دموکراسی می‌توان به ارسطو، افلاطون، شارل دو مونتسکیو، جیمز هرینگتون، ژان-ژاک روسو، توماس کارلایل، جان راسکین، مارتین هایدگر، شارل موراس، فریدریش نیچه، کارل اشمیت و اسوالد اشپنگلر اشاره کرد.
محمدرضا تقوی فرد نویسنده و نظریه پرداز ایرانی در  در سال 2005 با انتشار مقالاتی در مطبوعات ایران به نقد دموکراسی پرداخته و دموکراسی نوین را دموکراسی علیه دموکراسی تعریف کرد. این مقالات در کتابی با عنوان اَدموکراسی؛طرح نظریه دموکراسی علیه دموکراسی در سال 2018 توسط انتشارات هم قلم در تهران منتشر شد. وی در این کتاب می نویسد: «غرب بعد از رنسانس توانسته است از تاریک فکری به روشنفکری رسیده و در عصر روشنفکری آنقدر یاده روی کند که بنیان های انسانی ازجمله جنسیت انسانها را هدف قرار داده و برای آن برنامه ریزی کند و به دنبال سازماندهی جنس سومی باشد تا مشتریان تازه تری را برای کمپانی های جهان صنعتی و اقتصاد پیشرفته اش بیابد. البته باید پذیرفت که این زیاده روی غرب یا اشتهای بیش از حد آن به جهانخواردی باعث پیشرفت های علمی مبتنی بر نظریه های اجتماعی و ارتباطی، علوم تجربی، ریاضی و به ویژه فلسفه نیز شده است و همین دستاوردهای روز افزون به مشکل بزرگی برای دموکراسی جهانی تبدیل شده است که نمی خواهد زیر بار خواستگاه های صاحبان قدرت برود. 
نظریه دموکراسی علیه دموکراسی به این معنی است که تحمیل یافته ها و بافته های خود به دیگران حتی در شکل معرفی راه صحیح، به معنی حمله به خواست مردمی است که مثل مهاجمان نمی اندیشند و باورها و ارزش هایی متفاوت با آنها دارند.»
برخی از انتقادات دموکراسی را بهبود بخشیده‌است، مانند نقدهای افلاطون و ارسطو، که برخی از محققان معتقدند که پایه و اساس دموکراسی مبتنی بر قانون اساسی مدرن است.